# Дзякінська вузькоколійна залізниця
Дзя́кінська ву́зькоколі́йна залізни́ця (рос. Дзякинская узкоколейная железная дорога) — вузькоколійна залізниця, що функціонувала в другій половині XX та на початку XXI століть на території Глазовського та Ярського районів Удмуртії, Росія.
Перший проект Дзякінського торфопідприємства був підготовлений в 1935 році, за яким мала бути збудована вузькоколійна залізниця до льонозаводу у місті Глазові. Підприємство було створене в 1941 році, перша ділянка залізниці відкрита в 1942 році (за іншими даними декількома роками пізніше, а торф спочатку перевозили гужовим транспортом). Наприкінці 1940-х-на початку 1950-х років почалось будівництво залізниці до Глазова, але за новим планом дорога мала йти не на льонозавод, а на місцеву ТЕЦ. Більша частина робіт була виконана — створені насипи, збудовані мости. Але від планів поставки торфу на ТЕЦ відмовились, лінію покинули.
Першою і єдиною ділянкою залізниці стала лінія від села Дзякіно до торфомасиву Дзякінського болота довжиною 7 км. Рухомий склад спочатку був представлений одним паровозом та мотовозом МУ34. Пізніше поступили мотовози ДМ54, МД54-4, ЕСУ1, ЕСУ2А, з 1970-х років — тепловози ТУ6А. Була також і пасажирська дрезина ПД1. Серед вагонів в 1960-х роках були ТСВ. Вивезений торф перевантажувався на ширококолійні вагони на станції Кожиль і постачався на Іжевську ТЕЦ-1, Кіровські ТЕЦ-1 та ТЕЦ-4.
У 2001 році постачання на Кіровські ТЕЦ були призупинені, але видобуток торфу продовжувався — він використовувався як добриво. У 2002 році в Дзякіному був відкритий торфобрикетний завод, на який торф перевозили автомобілями. Однак в 2003 році рух по залізниці все ж таки відбувався — перевозились робітники на торфомасив. У 2004 році рух був припинений. Станом на 2006 рік рухомий склад мав тепловозів ТУ6А-3372 та ТУ6А, мотовоз ЕСУ2А був проданий Димному торфопідприємству Кіровської області. Остаточно дорога була розібрана в 2007 році. Станом на 2009 рік від неї залишилось декілька десятків метрів в центрі села.

## Галерея

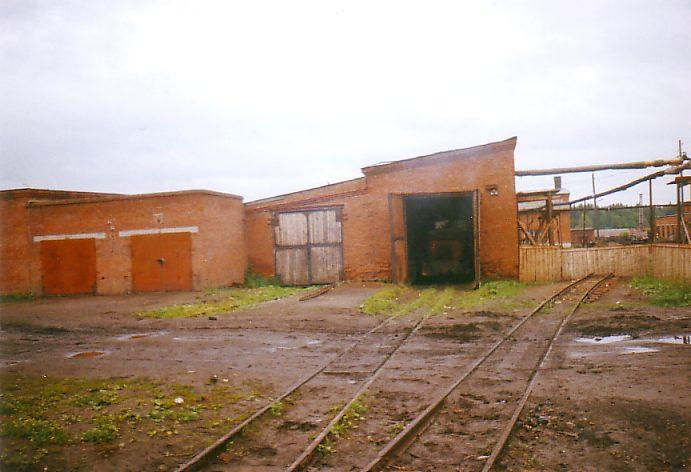
Депо 2003
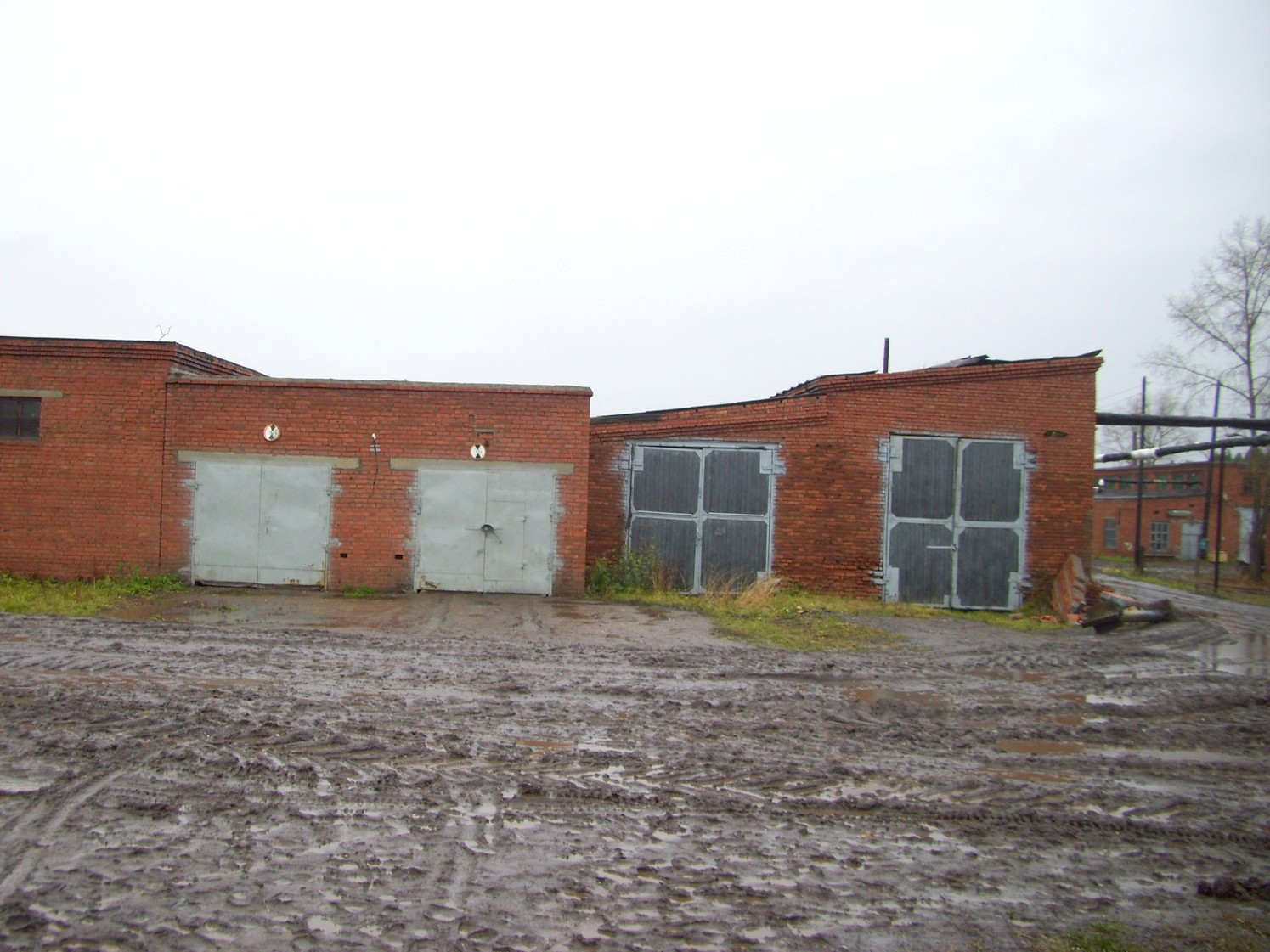
Депо 2009
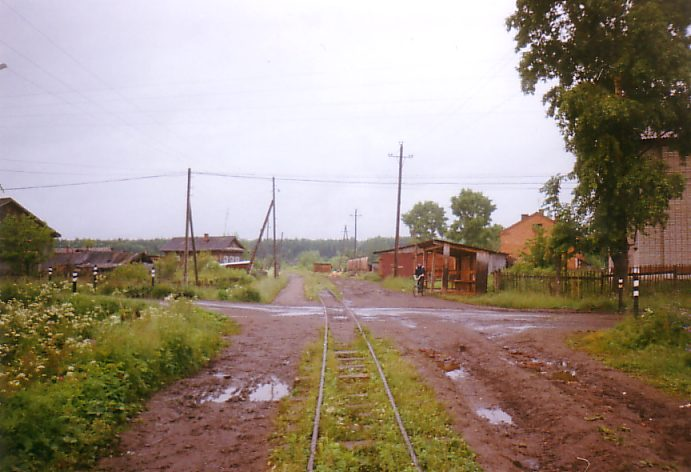
В центрі Дзякиного 2003
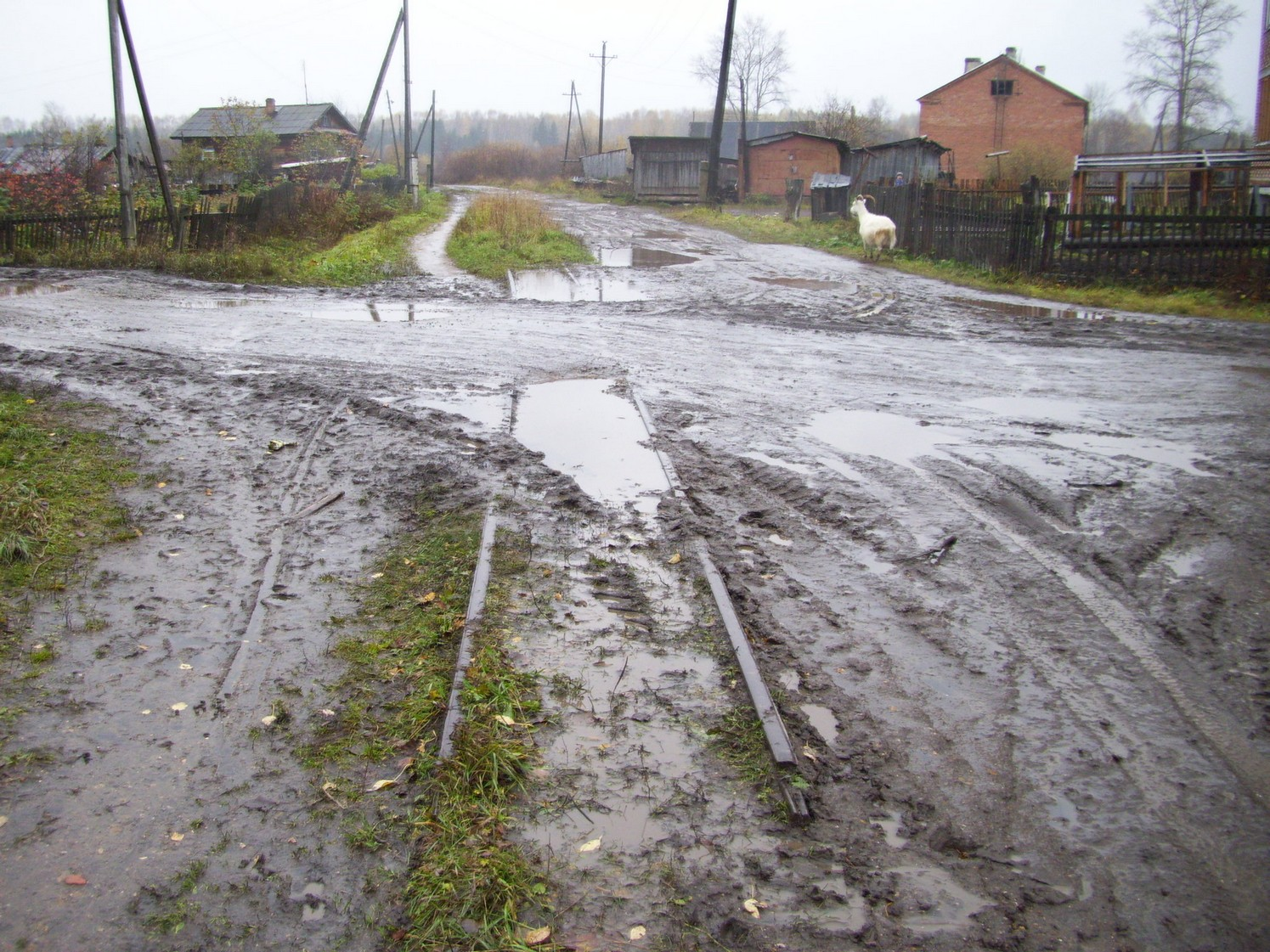
В центрі Дзякиного 2009
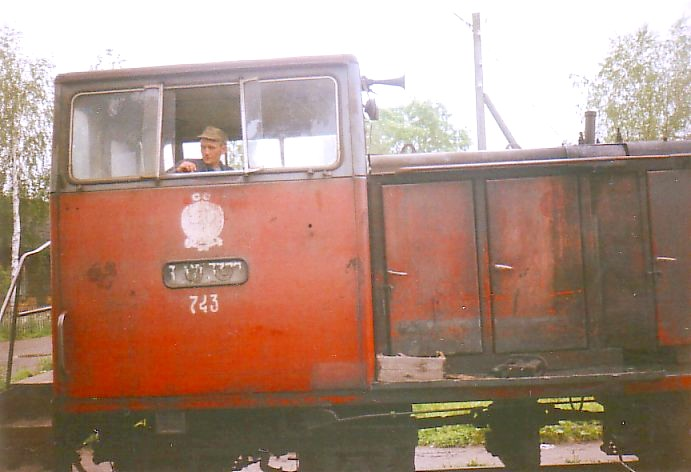
Тепловоз ТУ6А-3372